# نجم‌آباد (املش)
نجم‌آباد ، روستایی از توابع بخش مرکزی شهرستان املش در استان گیلان ایران است.

## جمعیت
این روستا در دهستان املش شمالی قرار دارد و براساس سرشماری مرکز آمار ایران در سال ۱۳۸۵، جمعیت آن ۵۱ نفر (۱۶خانوار) بوده‌است.